# 静岡県道318号横尾根洗線
静岡県道318号横尾根洗線（しずおかけんどう318ごう よこおねあらいせん）は、静岡県浜松市浜名区、中央区を通る一般県道である。

## 概要

### 路線データ
- 陸上距離 : 4.9km
- 起点 : 浜松市浜名区都田町（国道362号交点）
- 終点 : 浜松市中央区根洗町（国道257号、静岡県道305号金指停車場和地線交点）

## 歴史
- 1969年10月21日 認定

## 重複区間
- 静岡県道391号細江浜北線（浜松市中央区根洗町・根洗町北交差点 - 浜松市浜名区都田町・根洗交差点） (1.1km)

## 通過する自治体
- 静岡県
  - 浜松市（浜名区 - 中央区）

## 主な接続路線
- 国道362号
- 静岡県道391号細江浜北線
- 国道257号
- 静岡県道305号金指停車場和地線